# روبن سيدني
روبن سيدني (بالإنجليزية: Robin Sydney)‏ هي ممثلة أمريكية، ولدت في 4 يناير 1984 ببولدر في الولايات المتحدة.

## وصلات خارجية
- روبن سيدني على موقع IMDb (الإنجليزية)
- روبن سيدني على موقع ميتاكريتيك (الإنجليزية)
- روبن سيدني على موقع ألو سيني (الفرنسية)
- روبن سيدني على موقع أول موفي (الإنجليزية)
- روبن سيدني على موقع قاعدة بيانات الفيلم (الإنجليزية)
- روبن سيدني على موقع ليتربوكسد (الإنجليزية)
- روبن سيدني على موقع كينوبويسك (الروسية)